# Gare de Shawinigan (Canadien National)
Ne doit pas être confondu avec Gare de Shawinigan (Canadien Pacifique).
La gare de Shawinigan à Shawinigan est desservie par deux lignes de Via Rail Canada. Elle a été désignée gare ferroviaire patrimoniale en 1993.

## Histoire
La première gare a été inaugurée en 1902 par la Great Northern Railway of Canada, compagnie qui passa ensuite dans les mains de la Canadian Northern Railway en 1907 et le Canadien National en 1918. En 1927, le Canadien Pacifique construit une nouvelle gare pour Shawinigan. Le Canadien National décide alors de l'imiter et remplace sa gare de 1902 par une gare de style Château en 1929.

La gare avec son bâtiment en service
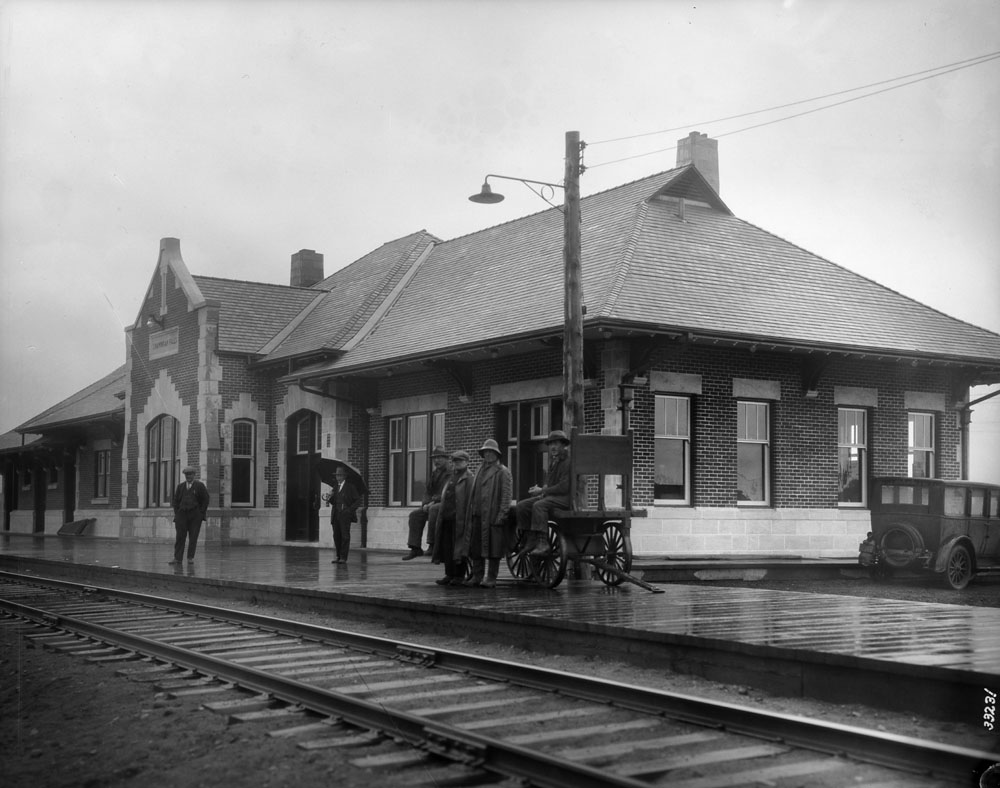
Vers 1930.
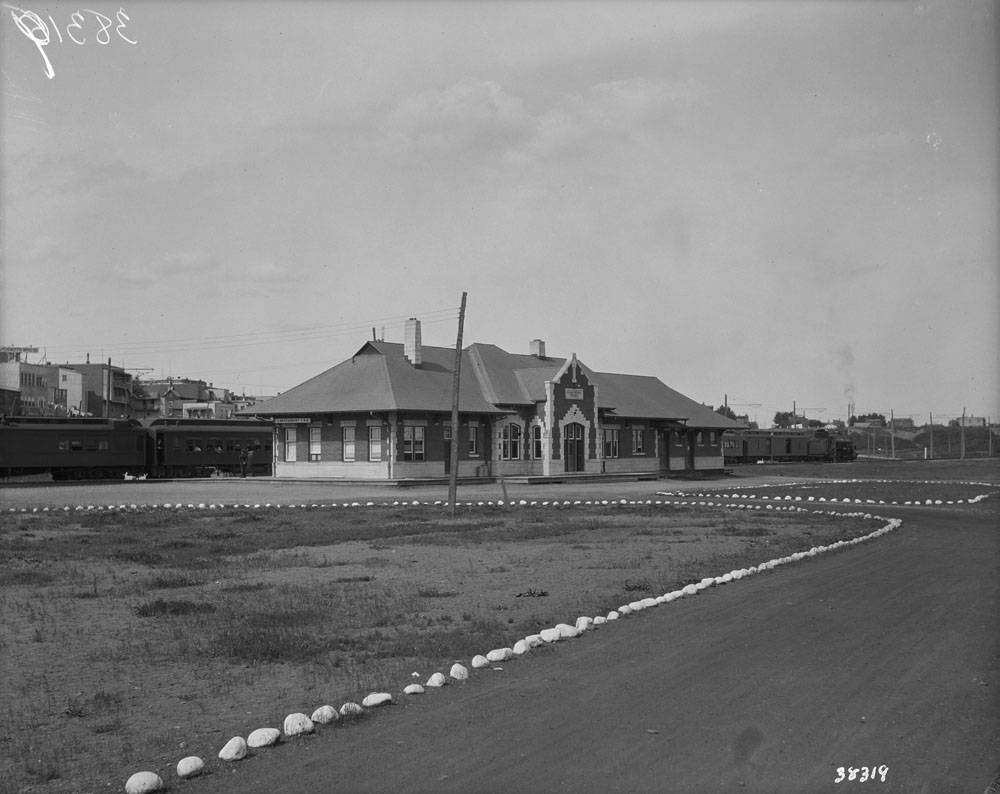
En 1935.

## Service des voyageurs

### Accueil
Point d'arrêt sans personnel Via Rail, elle dispose d'un abri et de toilettes, ouverts 60 minutes avant l'arrivée d'un train et fermés à 60 ou 120 minutes après son départ. Seul le quai est accessible au personnes en fauteuil roulant.

### Desserte
Elle est desservie par des trains Via Rail sur la relation Montréal-Jonquière.

### Intermodalité
Un parking pour les véhicules y est aménagé et un arrêt d'autobus est situé à proximité.

## Patrimoine ferroviaire
Le bâtiment de la gare est désigné gare ferroviaire patrimoniale par la Commission des lieux et monuments historiques du Canada le 7 janvier 1994.

Le bâtiment en 2017
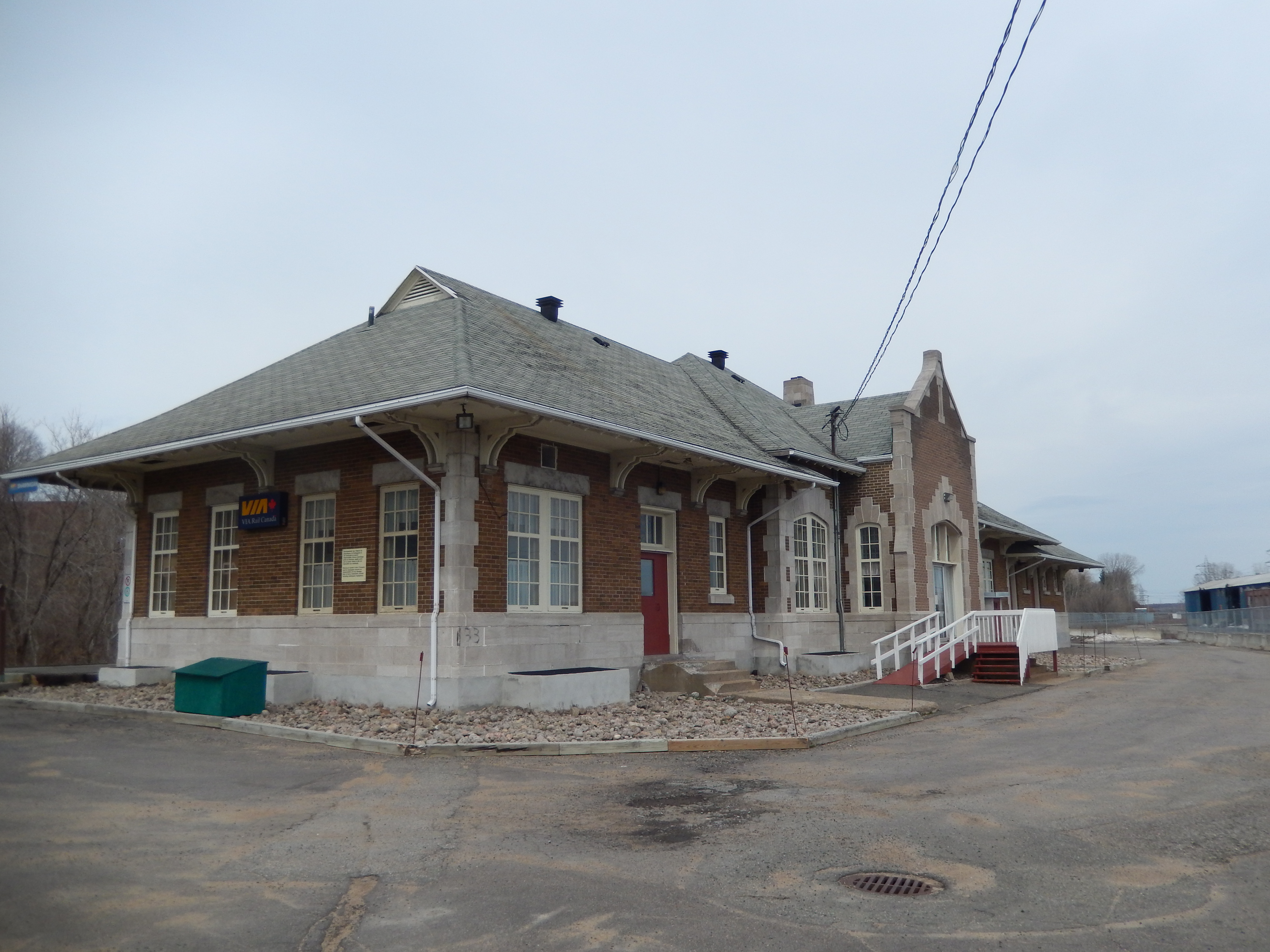
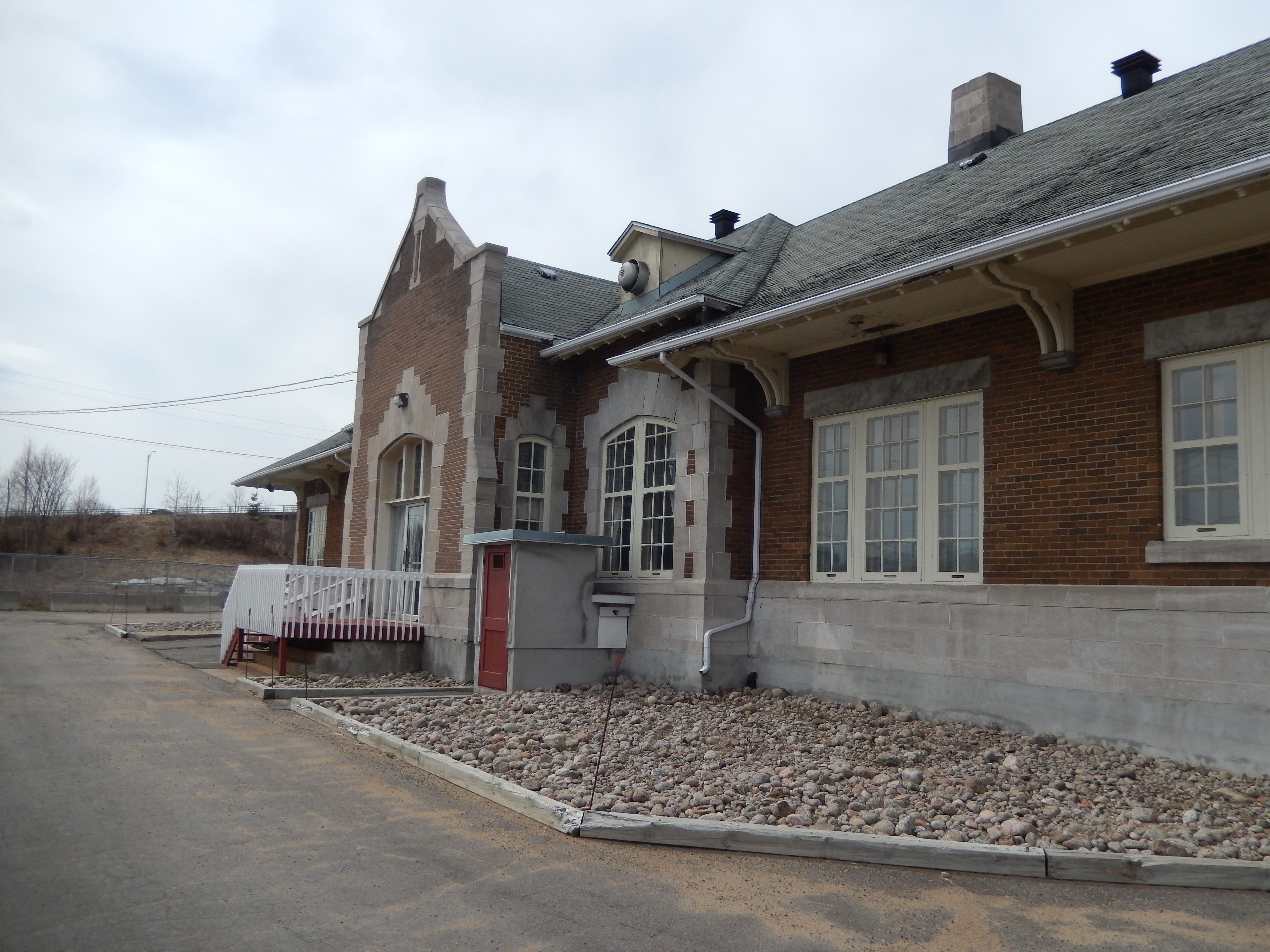
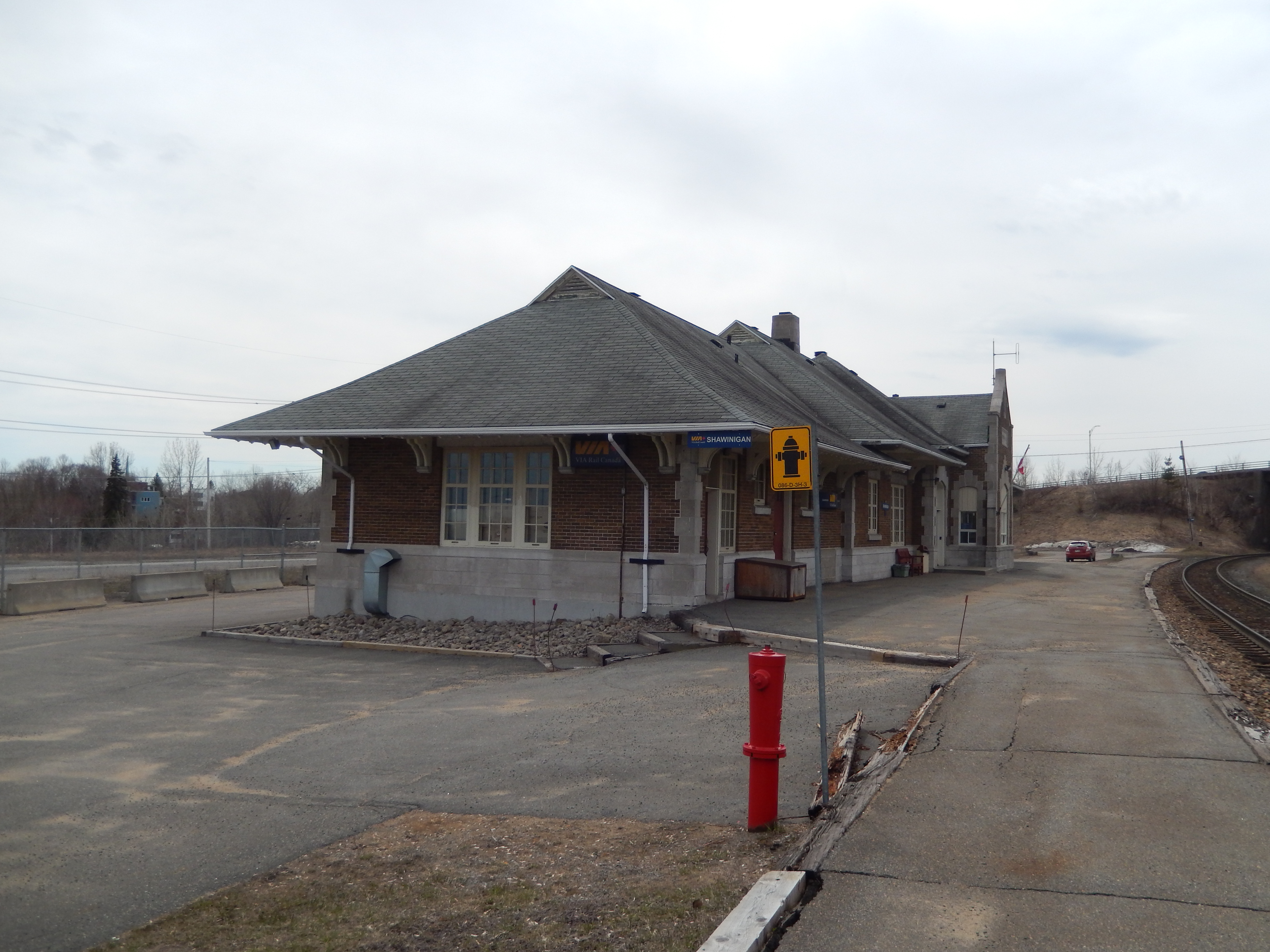